# Potamarius
Potamarius is een geslacht van straalvinnige vissen uit de familie van christusvissen (Ariidae).

## Soorten
- Potamarius grandoculis (Steindachner, 1877)
- Potamarius izabalensis Hubbs & Miller, 1960
- Potamarius nelsoni (Evermann & Goldsborough, 1902)
- Potamarius usumacintae Betancur-R. & Willink, 2007